# Kamijima Takumi
Kamijima Takumi (sinh ngày 5 tháng 2 năm 1997) là một cầu thủ bóng đá người Nhật Bản.

## Sự nghiệp câu lạc bộ
Kamijima Takumi hiện đang chơi cho Kashiwa Reysol.